# Гадаг (округ)
Га́даг (канн. ಗದಗ ಜಿಲ್ಲೆ; англ. Gadag) — округ в индийском штате Карнатака. Образован в 1997 году из части территории округа Дхарвад. Административный центр — город Гадаг-Бетигери. Площадь округа — 4656 км². По данным всеиндийской переписи 2001 года население округа составляло 971 835 человек. Уровень грамотности взрослого населения составлял 66,1 %, что выше среднеиндийского уровня (59,5 %). Доля городского населения составляла 35,2 %.